# Discografia de Alejandro Fernández
A seguir se encontra a discografia de Alejandro Fernández, um cantor mexicano.

## Álbuns de estúdio
| Ano  | Álbum                                             | Parada musical | Parada musical | Parada musical | Parada musical   | Parada musical |
| Ano  | Álbum                                             | US 200         | Top Latin      | Latin Pop      | Regional Mexican | Top Heat       |
| ---- | ------------------------------------------------- | -------------- | -------------- | -------------- | ---------------- | -------------- |
| 1992 | Alejandro Fernández                               | –              | -              | -              | 2                | –              |
| 1993 | Piel de Niña                                      | –              | –              | –              | 5                | –              |
| 1994 | Grandes éxitos a la manera de Alejandro Fernández | –              | 30             | -              | 12               | –              |
| 1995 | Que seas muy feliz                                | –              | 28             | -              | 12               | -              |
| 1996 | Muy dentro de mi corazón                          | –              | 28             | -              | 12               | -              |
| 1997 | Me estoy enamorando                               | 125            | 1              | 1              | –                | 3              |
| 1999 | Mi verdad                                         | 148            | 5              | -              | 2                | 5              |
| 2000 | Entre tus brazos                                  | 144            | 1              | 1              | –                | 4              |
| 2001 | Orígenes                                          | -              | 2              | 1              | –                | 18             |
| 2003 | Niña amada mía                                    | –              | 22             | -              | 10               | -              |
| 2004 | A corazón abierto                                 | 125            | 2              | 1              | –                | 3              |
| 2007 | Viento a favor                                    | 73             | 2              | 1              | –                | -              |
| 2008 | De noche: clásicos a mi manera                    | 162            | 6              | 1              | -                | –              |
| 2009 | Dos mundos: Evolucíon                             | 175            | 1              | 1              | –                | –              |
| 2009 | Dos mundos: Tradición                             | 183            | 3              | -              | 1                | –              |

## Canções
| Ano  | Título                              | Parada da Billboard | Parada da Billboard | Parada da Billboard            | Parada da Billboard    | para o álbum                                      |
| Ano  | Título                              | Hot Latin Tracks    | Latin Pop Airplay   | Latin Regional Mexican Airplay | Latin Tropical Airplay | para o álbum                                      |
| ---- | ----------------------------------- | ------------------- | ------------------- | ------------------------------ | ---------------------- | ------------------------------------------------- |
| 1992 | Brumas                              | 11                  | -                   | -                              | -                      | Alejandro Fernández                               |
| 1992 | Necesito Olvidarla                  | 19                  | -                   | -                              | -                      | Alejandro Fernández                               |
| 1993 | Acabé Por Llorar                    | 24                  | -                   | -                              | -                      | Piel de Niña                                      |
| 1993 | Cascos Ligeros                      | 11                  | -                   | -                              | -                      | Piel de Niña                                      |
| 1994 | Pesar De Todo                       | 10                  | -                   | 10                             | -                      | Grandes éxitos a la manera de Alejandro Fernández |
| 1994 | Si Dios Me Quita La Vida            | 19                  | -                   | -                              | -                      | Grandes éxitos a la manera de Alejandro Fernández |
| 1995 | Como Quien Pierde Una Estrella      | 17                  | -                   | 11                             | -                      | Que seas muy feliz                                |
| 1995 | Que Seas Muy Feliz                  | 17                  | -                   | -                              | -                      | Que seas muy feliz                                |
| 1996 | Paso Del Norte                      | 29                  | -                   | -                              | -                      | Que seas muy feliz                                |
| 1997 | Que Bueno                           | 33                  | 19                  | -                              | -                      | Que seas muy feliz                                |
| 1997 | Moño Negro                          | 16                  | -                   | 12                             | -                      | Muy dentro de mi corazón                          |
| 1997 | Abrazame                            | 31                  | 16                  | -                              | -                      | Muy dentro de mi corazón                          |
| 1997 | Es la Mujer                         | 7                   | -                   | 4                              | -                      | Muy dentro de mi corazón                          |
| 1997 | Nube Viajera                        | 9                   | 16                  | -                              | -                      | Muy dentro de mi corazón                          |
| 1997 | En el Jardín (feat. Gloria Estefan) | 1                   | 1                   | -                              | 7                      | Me estoy enamorando                               |
| 1997 | Si Tu Supieras                      | 1                   | 1                   | 3                              | 7                      | Me estoy enamorando                               |
| 1998 | No Se Olvidar                       | 1                   | 1                   | -                              | 5                      | Me estoy enamorando                               |
| 1998 | Yo Nací Para Amarte                 | 1                   | 2                   | 6                              | 9                      | Me estoy enamorando                               |
| 1999 | Loco                                | 1                   | 6                   | 2                              | -                      | Mi verdad                                         |
| 1999 | Si He Sabido Amor                   | 9                   | 15                  | 5                              | -                      | Mi verdad                                         |
| 2000 | Agua del Mar                        | -                   | 26                  | -                              | -                      | Entre tus brazos                                  |
| 2000 | Quiereme                            | 3                   | 2                   | 37                             | 5                      | Entre tus brazos                                  |
| 2000 | Si Te Vas                           | 4                   | 2                   | 7                              | -                      | Entre tus brazos                                  |
| 2001 | Tantita Pena                        | 1                   | 4                   | 11                             | -                      | Orígenes                                          |
| 2002 | Si Tu No Vuelves                    | 27                  | 17                  | -                              | -                      | Orígenes                                          |
| 2003 | Niña Amada Mia                      | 17                  | 9                   | -                              | -                      | Niña amada mía                                    |
| 2004 | Lucharé Por Tu Amor                 | 19                  | 9                   | -                              | -                      | A corazón abierto                                 |
| 2004 | Me Dedique a Perderte               | 1                   | 2                   | 10                             | 4                      | A corazón abierto                                 |
| 2005 | Canta Corazon                       | 24                  | 9                   | -                              | -                      | A corazón abierto                                 |
| 2005 | Que Lastima                         | 15                  | 10                  | -                              | 3                      | A corazón abierto                                 |
| 2005 | Que Voy a Hacer Con Mi Amor         | 31                  | 5                   | -                              | -                      | A corazón abierto                                 |
| 2007 | Amor Gitano (feat. Beyoncé Knowles) | -                   | 23                  | -                              | -                      | Viento a favor                                    |
| 2007 | No Se Me Hace Fácil                 | 17                  | 6                   | -                              | -                      | Viento a favor                                    |
| 2007 | Te Voy A Perder                     | 9                   | 2                   | -                              | -                      | Viento a favor                                    |
| 2008 | Eres                                | 27                  | 9                   | -                              | -                      | Viento a favor                                    |
| 2008 | Sin Consideracion                   | 43                  | 17                  | -                              | -                      | Viento a favor                                    |
| 2009 | Estuve                              | 5                   | -                   | 3                              | -                      | Dos Mundos: Evolucion + Tradicion                 |
| 2009 | Se Me Va la Voz                     | 1                   | 1                   | -                              | 17                     | Dos Mundos: Evolucion + Tradicion                 |